# Гайчук Василь Павлович
Василь Павлович Гайчу́к (нар. 21 червня 1955, Київ) — український живописець. Чоловік художниці Тамари Гайчук-Білоусової.

## Біографія
Народився 21 червня 1955 року в місті Києві (нині Україна). Син співака Павла Гайчука та скульптора Таїсії Гайчук-Раздоської. 1970 року закінчив Київську художню школу імені Тараса Шевченка.
З 1981 року працював реставратором у Київському музеї театрального, музичного та кіномистецтва України.

## Творчість
Автор станкових картин, виконаних у своєрідній техніці поєднання живопису з елементами графіки й колажу. Серед робіт:
- «Єретик» (1979);
- триптих «Скіфський постріл» (1980);
- «Даждьбог» (1981);
- «Олег біля стін Константинополя» (1982);
- «Сага» (1982);
- «Одеська молдаванка» (1985);
- «Пам’яті Ніко Піросман» (1985);
- «Талліннська кав’ярня» (1990);
- «Старий Київ» (1990);
- «Старий Поділ» (1990);
- «Подільські історії» (1990);
- «Апі – праматір скіфів» (1999);
- «Руни» (1999);
- «Зустріч на вулиці» (1999);
- «Людина дощу» (2004);
- «Корабельний тесляр» (2004);
- «Коридор» (2004).

Роботи зберігаються у Харківському художньому музеї, Театральному музеї імени Олексія Бахрушина у Москві.